# Mina de Cueva de la Mora
La mina de Cueva de la Mora es un yacimiento minero español situado dentro del término municipal de Almonaster la Real, en la provincia de Huelva. La explotación ha estado activa en varias ocasiones durante la Antigüedad y la Edad Contemporánea, si bien a día de hoy el yacimiento se encuentra inactivo. Como resultado de los trabajos mineros en la actualidad existe una «corta» de 300 metros de largo y 90 metros de ancho, parcialmente inundada.

## Historia
Al igual que en otros yacimientos de la Faja pirítica ibérica, hay constancia de que en época romana se realizaron labores mineras en Cueva de la Mora. Los estudios contemporáneos de los escoriales romanos de la zona han indicado que la plata, el cobre y el hierro fueron los metales de mayor producción durante este período. Durante la segunda mitad del siglo XIX, tras una visita a la zona del ingeniero francés Ernest Deligny, el yacimiento se reactivó nuevamente.
A partir de 1875 una empresa de capital portugués puso en marcha la explotación de Cueva de la Mora, realizándose obras de canalización y desvío del cauce del río Olivargas. Se realizó una explotación a cielo abierto, mediante el sistema de «cortas». Tras haberse detenido los trabajos en 1890 a causa de unos derrumbes, seis años después la mina cambió de propietario y se reinició su explotación. En 1912 se construyó un pozo para las labores de contramina que llegaría a alcanzar 190 metros de profundidad. Todo este complejo minero llegó a estar enlazado con la línea Zafra-Huelva a través de un ramal de 5 kilómetros de longitud que enlazaba con la estación de Valdelamusa, permitiendo así dar salida a los minerales extraídos hasta el puerto de Huelva.
En la década de 1930, debido al contexto político y económico de la época, se abandonó la explotación de Cueva de la Mora.